# Jim Halpert
James "Jim" Halpert és un personatge fictici de la versió nord-americana de la comèdia de televisió The Office, interpretat per John Krasinski. És un dels pocs personatges principals el segon nom dels quals mai es revela en la sèrie. Es presenta com a representant de vendes a la sucursal de Scranton de l'empresa de distribució de paper Dunder Mifflin, abans de traslladar-se temporalment a la sucursal de Stamford en la tercera temporada. Després de la fusió de les sucursals de Scranton i Stamford, es converteix en subdirector regional i, posteriorment, en codirector amb Michael Scott durant l'interval d'episodis de la sisena temporada que va de "The Promotion" a "The Manager and the Salesman". El personatge està basat en Tim Canterbury de la versió original de The Office.
El seu personatge serveix com el paper d'home recte intel·ligent i de modals suaus per a Michael, encara que també és notable per les seves bromes rivals al seu company venedor Dwight Schrute i el seu interès romàntic per la recepcionista Pam Beesly, amb qui comença a sortir a la quarta temporada, es declara a la cinquena, es casa a la sisena i té fills a la sisena i vuitena. El company de treball de Jim, Andy Bernard, l'anomena sovint pel sobrenom de "Big Tuna" (Gran Tonyina).

## Càsting
Krasinski va fer una audició per al paper, juntament amb Hamish Linklater, John Cho i Adam Scott. Scott interpretaria més tard a Ben Wyatt a la sèrie de la NBC Parks and Recreation, creada pel creador de The Office, Greg Daniels, i el productor Michael Schur. Lance Krall també va fer una audició, segons Angela Kinsey i Jenna Fischer al podcast Office Ladies. Krasinski va ser finalment elegit a causa de la seva química amb Jenna Fischer, que representava la seva companya de treball i futura esposa Pam Beesly. La parella és coneguda per ser una de les parelles més reconegudes i estimades de la televisió nord-americana.

## Recepció
Als mitjans de comunicació, a Jim se l'anomena de vegades "everyguy". Al seu article "Breaking Out of the First-Job Trap" per a US News and World Report, Liz Wolgemuth va utilitzar el personatge de Jim com a plantilla per a un assaig sobre joves universitaris poc motivats. En un article sobre els perfils estereotipats dels oficinistes, Jim es va identificar com el treballador que "va a la deriva en una feina, [mentre] posposa les preguntes difícils sobre els plans de carrera".